# Jac van Essen
Jac van Essen (* 1908 in Amsterdam; † 1989) war ein niederländischer Philosoph und Psychologe, der eine als Curienzphilosophie bezeichnete Richtung vertrat.

## Leben und Wirken
Essen habilitierte zum Dr. med. habil. und wurde u. a. bekannt durch seine Clinische Psychologie. Er wird, wie Viktor E. Frankl, Erich Fromm, Fritz Perls, Ruth Cohn und Jacob Levi Moreno, der humanistischen Psychologie zugerechnet.
Wolfgang Saaman fasst van Essens Anliegen der Curienzphilosophie wie folgt zusammen: „Der Denkende ist besorgt wissbegierig um das, was ihn und seine Mitmenschen bewegt. Das programmatische Ziel bezweckt eine Förderung des sorgfältigen Umgehens mit Menschen in jeder Beziehung. Dabei darf man nicht der Suche nach dem idealen Menschen aufgesessen sein, den man zur Bewältigung der anstehenden Herausforderungen braucht. Es geht vielmehr um eine stete Neubeurteilung des Menschen, so wie er ist und wohl immer sein wird, aber mit einer immer mehr humanisierten Blickrichtung.“
Organe der von van Essen begründeten Richtung waren von 1974 bis 1979 die Zeitschrift für Curienzphilosophie und wissenschaftliche Kritik, gefolgt von der Zeitschrift Philosophia curientica/Centre d'etudes philosophiques.

## Werke (Auswahl)
- Leitfaden der curientiven Psychologie. Einführung in die Grundgedanken einer neuen hollăndischen Psychologieschule sowie in deren Bedeutung für die Gesellschaftslehre und das Erziehungswesen. Haarlem University Press, 1970.
- Das ist Curienzphilosophie. Vortrag vom 27. August 1978. Separatabdruck aus der Zeitschrift für Curienzphilosophie. Centre d'Etudes Philos.